# Kajmany na Mistrzostwach Świata w Lekkoatletyce 2019
Kajmany na Mistrzostwach Świata w Lekkoatletyce 2019 – reprezentacja Kajmanów podczas mistrzostw świata w Doha liczyła tylko jednego zawodnika, sprintera Kemar Hyman.

## Skład reprezentacji

### Mężczyźni
| Zawodnik    | Konkurencja   | Preeliminacje | Preeliminacje | Eliminacje | Eliminacje | Półfinał | Półfinał | Finał | Finał   |
| Zawodnik    | Konkurencja   | Wynik         | Pozycja       | Wynik      | Pozycja    | Wynik    | Pozycja  | Wynik | Pozycja |
| ----------- | ------------- | ------------- | ------------- | ---------- | ---------- | -------- | -------- | ----- | ------- |
| Kemar Hyman | Bieg na 100 m | —             | —             | 10,37 s    | 37.        | NQ       | NQ       | NQ    | NQ      |